# 道德普遍主义
道德普遍主义（英語：moral universalism）是一种一元伦理学立场，认为存在对所有人普遍适用的普世倫理（universal ethic），不论其文化、种族、性别、宗教、国籍、性取向或其他不同特征。例如，人性有共同的弱点，各种文化中普遍的理智要求，或神的命令。它与各种形式的道德相对主义相反。

## 历史
范围广泛的文化传统和思想家都支持道德普遍主义的某一种形式，从古代的柏拉图学派和斯多亚学派，到现代的康德哲学、客观主义、天赋权利、人权和功利主义思想家。《世界人权宣言》就是道德普遍主义付诸实施的一个例证。